# Ejisu Juaben
Ejisu Juaben är ett distrikt i Ghana.   Det ligger i regionen Ashantiregionen, i den centrala delen av landet, 180 km nordväst om huvudstaden Accra. Antalet invånare är 127 165. Arean är 637 kvadratkilometer.
Terrängen i Ejisu Juaben är platt västerut, men österut är den kuperad.